# فیروزانیان
فیروزانیان یا پیروزانیان سلسله‌ای دیلمی بود که بر مناطق محدودی از طبرستان و دیلم حکومت می‌کرد و در بیشترین حد خود بر تمام طبرستان فرمان راند.

## تاریخ
این سلسله بومی دیلم بود. در دوران اولیه خود، نفوذ زیادی بر مناطق شکور، رانیکوه و اشکور در طبرستان داشتند. اولین آنها، نعمان معینی بود که دارای دو پسر به نام‌های کاکی و فیروزان بود که هر دوی آنها به علویان طبرستان خدمت می‌کردند. در سال ۹۰۲ میلادی، هر دوی آنها در حمله سامانیان به طبرستان، کشته شدند. هر دو برادر کشته‌شده صاحب یک پسر بودند: کاکی پسری به نام ماکان داشت، درحالیکه فیروزان پسری به نام حسن داشت. هر دوی این پسران بعداً نقش مهمی در سیاست طبرستان و گیلان و دیلم ایفا کردند. ماکان بعداً توانست فرمانروای علوی را دست‌نشانده خود قرار دهد و طبرستان را تحت سلطه درآورد. او مدتی هم در کرمان دست نشانده سامانیان بود ولی پس از آن متحد زیاریان شد و در طبرستان قدرت یافت.
مع‌الوصف، سایر دیلمی‌ها مانند اسفار شیرویه، آل بویه و زیار دیلمی، و سلسله سامانیان ایرانی، مدعی سلطه بر طبرستان بودند، که درنهایت منجر به کشته شدن ماکان در سال ۹۴۰ میلادی، در نبرد اسحاق‌آباد درمقابل سامانیان، شد. ماکان پسری داشت که ابن ماکان خوانده‌می‌شد؛ که بعداً سعی کرد اصفهان را فتح کند که تا پیش از آن در دست آل بویه بود؛ اما شکست خورد و پس از آن از تواریخ ناپدید شد. حسن موفق شد از مبارزه جان سالم به در ببرد و دو پسر به نام‌های فیروزان بن حسن و نصر بن حسن داشت.
به‌گفته ابن اسفندیار، فیروزان بر دیلمستان حکومت می‌کرد، درحالی‌که نصر بر قومس فرمانروایی می‌کرد. گفته می‌شود نصر شاهدژ را در حدود ۹۷۰ میلادی بنا کرده‌است. این قلعه بعدها تبدیل به یک قلعه‌های مهم اسماعیلیان شد. نصر بعدها از قابوس حاکم زیاری شکست خورد و به زندان افتاد. از سرنوشت برادر وی نیز خبری دردست نیست. نصر پسری به نام هزاراسپ بن نصر داشت که به آل بویه خدمت نظامی می‌کرد. پس از این، دودمان فیروزیان از تاریخ ناپدید می‌شوند.